# Cultura Yamna

Mapa mostrando a localização da cultura Yamna em 3500 a. C. no Velho Mundo. São mencionadas as culturas da Cerâmica do Pente, Maikop e outras adjacentes.

Extensão aproximada da cultura em c. 3300–2600 aC.

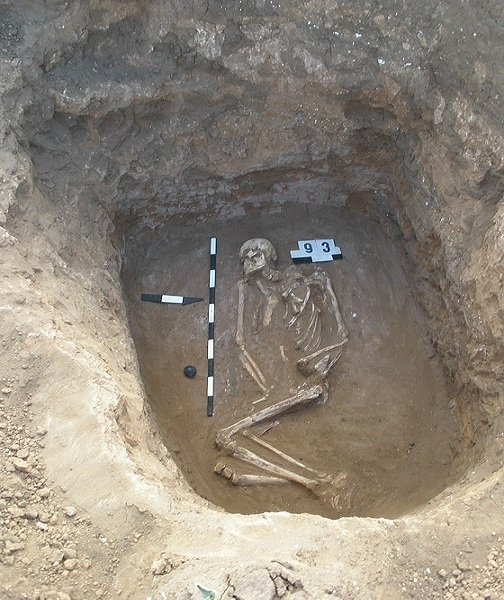
Túmulo da Cultura Yamna, no Oblast de Volgogrado.

A Cultura Yamna (iamna significa "buraco" em ucraniano e russo) ou Cultura do Sepulcro é uma das últimas culturas do final da Idade do Cobre (ou Era Calcolítica) e início da Idade do Bronze, na região de Bug, Dniestre, Ural. 
A cultura Yamna foi ativa entre meados do terceiro milénio e finais do segundo milénio a.C. Essa cultura era predominantemente nômade, embora também praticasse a agricultura perto de rios e de alguns castros (fortificações). 

## Origens
Pensa-se que a cultura Yamna poderia ter se originado na área média do rio Volga a partir da cultura Khvalynsk e no meio do rio Dniepre a partir da cultura Sredny Stog. Em sua zona oeste, foi sucedido pela cultura das catacumbas; e no leste, pela cultura Poltavka e Srubna.
Na Hipótese Kurgan de Marija Gimbutas (1921-1994), a cultura Yamna é identificada com o último proto-europeu. O povo Yamna é um forte candidato - juntamente com o povo Sredny Stog - a ser o local de origem (urheimat) da língua protoindo-europeia.
A teoria da continuidade paleolítica associa as culturas dos yamna e Sredny Stog aos povos turcos. A hipótese anatólia e a teoria do dilúvio do Mar Negro negam a origem indo-européia proposta por Gimbutas sobre a hipótese da invasão calcolítica de Kurgan.
A cultura Yamna pode ser relacionada quase diretamente a um complexo cultural indo-europeu (ou mais especificamente, indo-iraniano): a Cultura de Andronovo, que é o mais antigo complexo arqueológico que pode ser identificado com um grupo lingüístico indo-europeu específico.
Alguns não vêem os Yamnas como ancestrais dos indo-europeus, mas apenas dos indo-iranianos (migraram para o sudeste).

## Características
As características dessa cultura são enterros em Kurganes (túmulos), em sepulturas semelhantes a fossas, onde o corpo foi introduzido em decúbito dorsal com os joelhos dobrados. Os corpos estavam cobertos de ocre. Nesses Kurgan, foram encontradas várias sepulturas, geralmente com inclusões posteriores. Descobriu-se que eles faziam oferendas de animais (gado, porcos, ovelhas, cabras e cavalos), uma característica que está associada aos povos proto-indo-europeu e proto-indiano.
Os restos mais antigos encontrados na Europa Oriental de um carrinho com rodas foram encontrados no Storozhova Mohyla Kurgan (Dnipropetrovsk, Ucrânia), feito por pessoas pertencentes à cultura Yamna. O local do sacrifício recentemente descoberto em Luhansk é considerado um monte do santuário onde os sacrifícios humanos eram praticados.
O geneticista David Reich, da Universidade Harvard, avançou que, segundo um estudo (ainda não publicado) baseado na análise de DNA dos restos mortais de 153 indivíduos, há evidências de que há cerca de 4.500 anos os descendentes dos Yamna invadiram a região da Península Ibérica com um impacto genético importante e duradouro. Segundo esse geneticista, após algumas gerações, o DNA do cromossomo Y masculino dos invasores teria substituído 100% do dos homens locais.
Embora os académicos tenham, em tempos, atribuído a rápida expansão dos Yamnaya às conquistas militares dos seus guerreiros montados a cavalo, estudos mais recentes sugerem que factores como o aumento da sua mobilidade tenham ter sido mais determinantes.
E vinte e quatro esqueletos antigos descobertos em túmulos na Hungria, Roménia e Bulgária, pertencentes a pessoas da cultura nómada Yamnaya, que se disseminou para o Ocidente a partir das pastagens da Europa oriental há cerca de 5.500 anos, apresentaram um sinais de desgaste físico causado por montar a cavalo.

## Artefatos encontrados

Artefatos à mostra no Hermitage
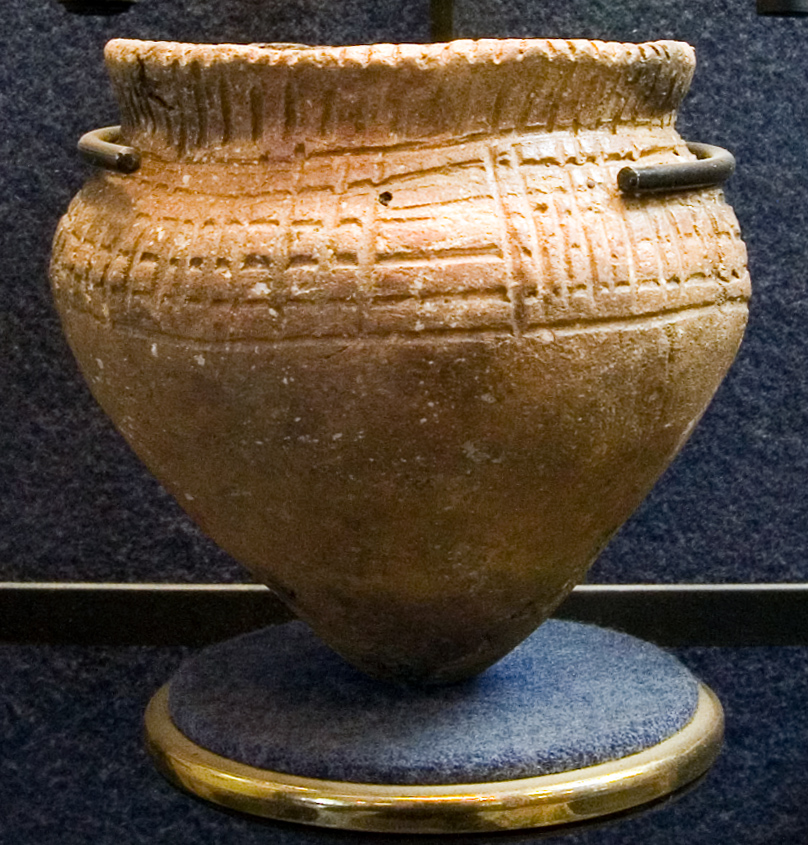
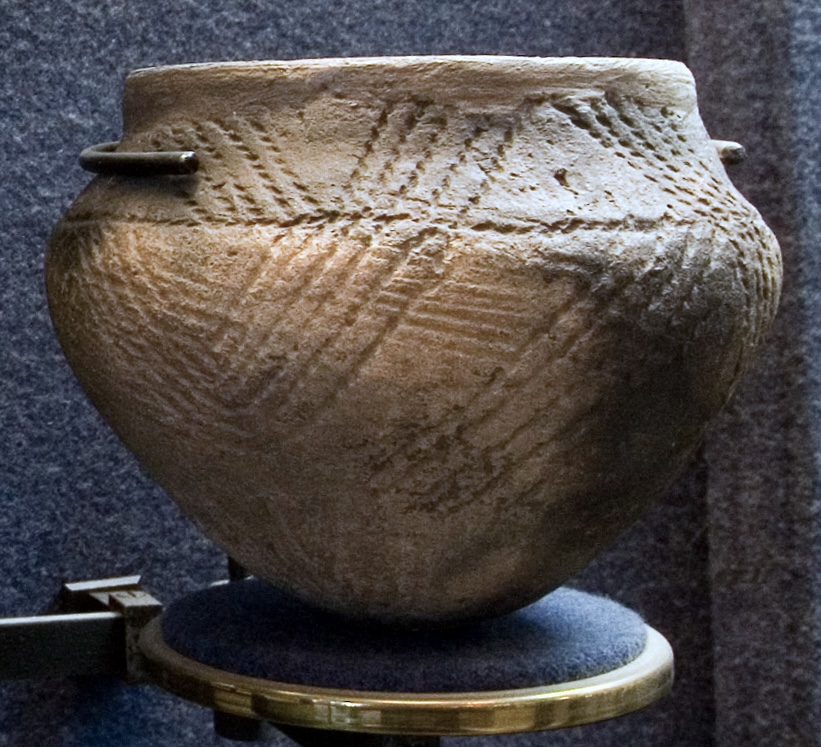
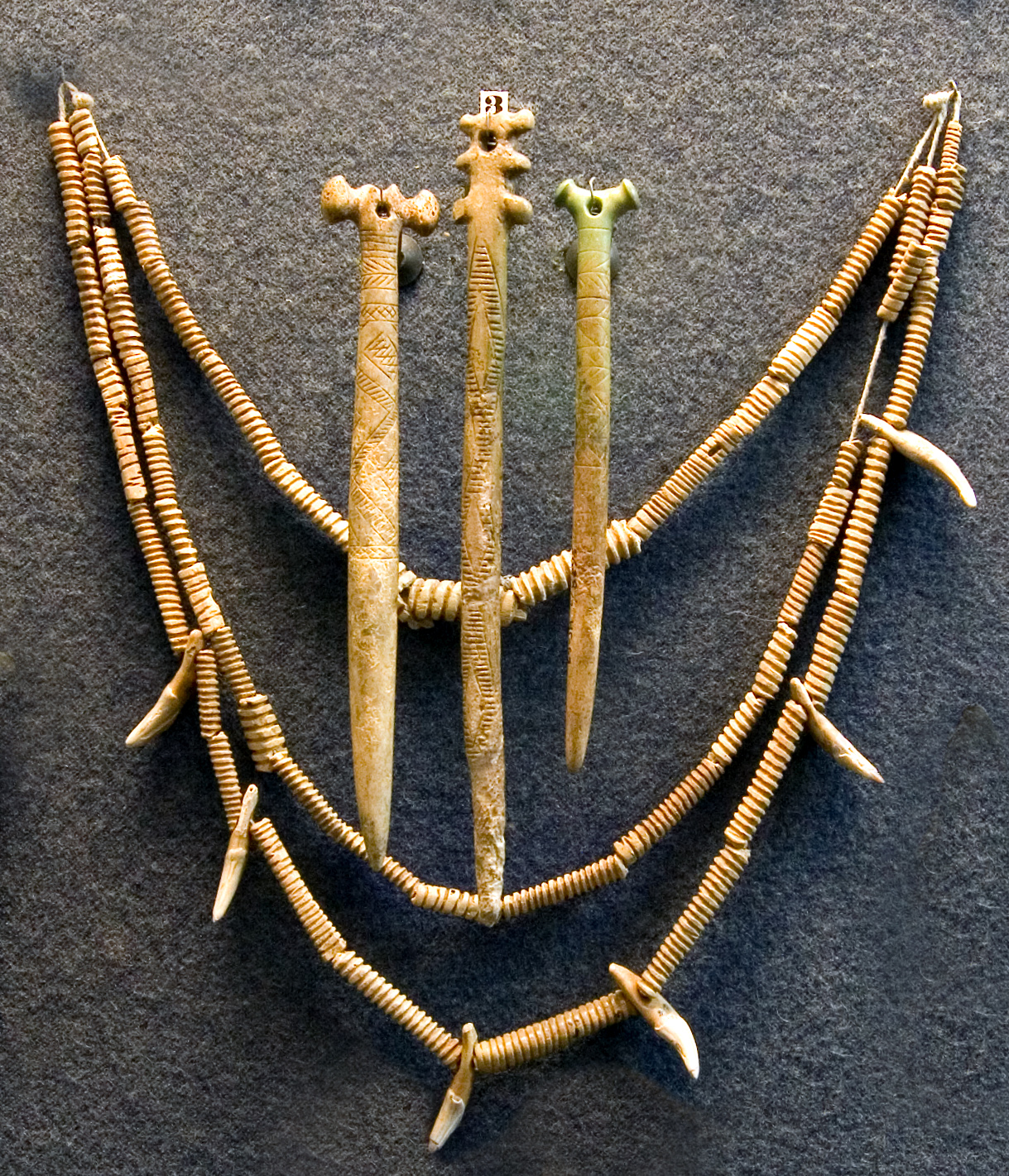
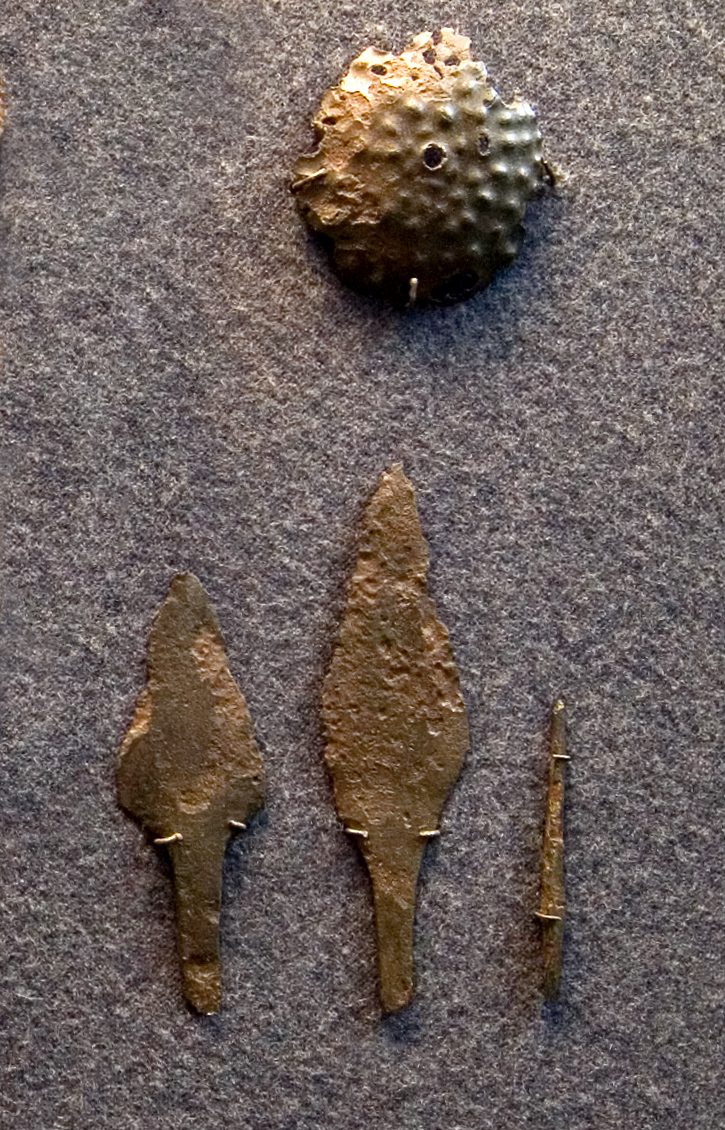
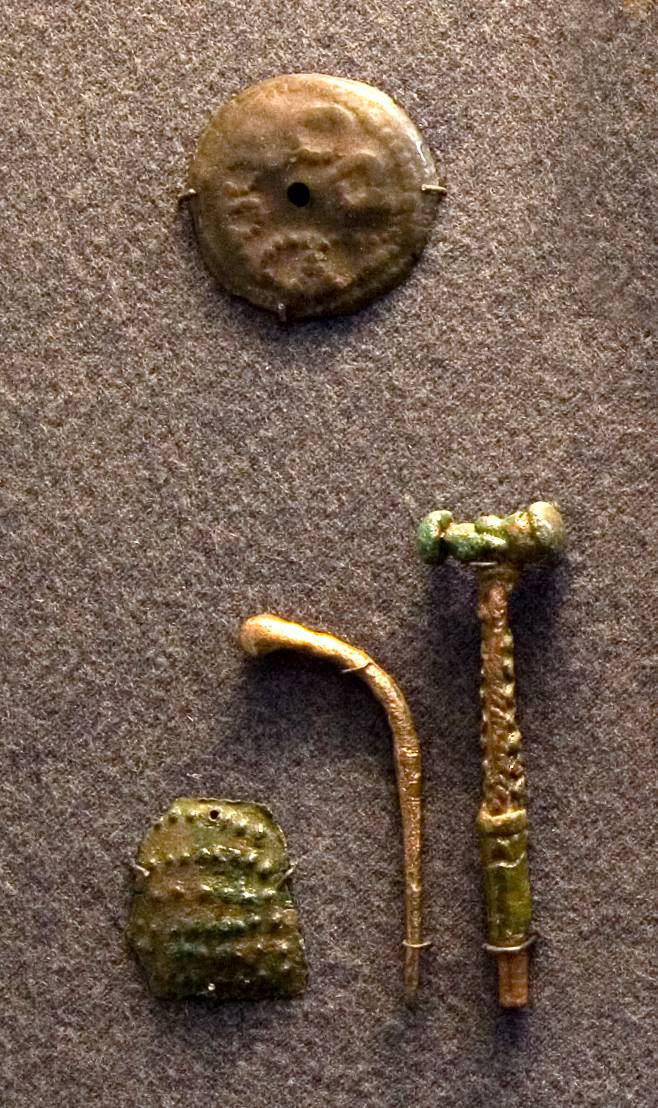
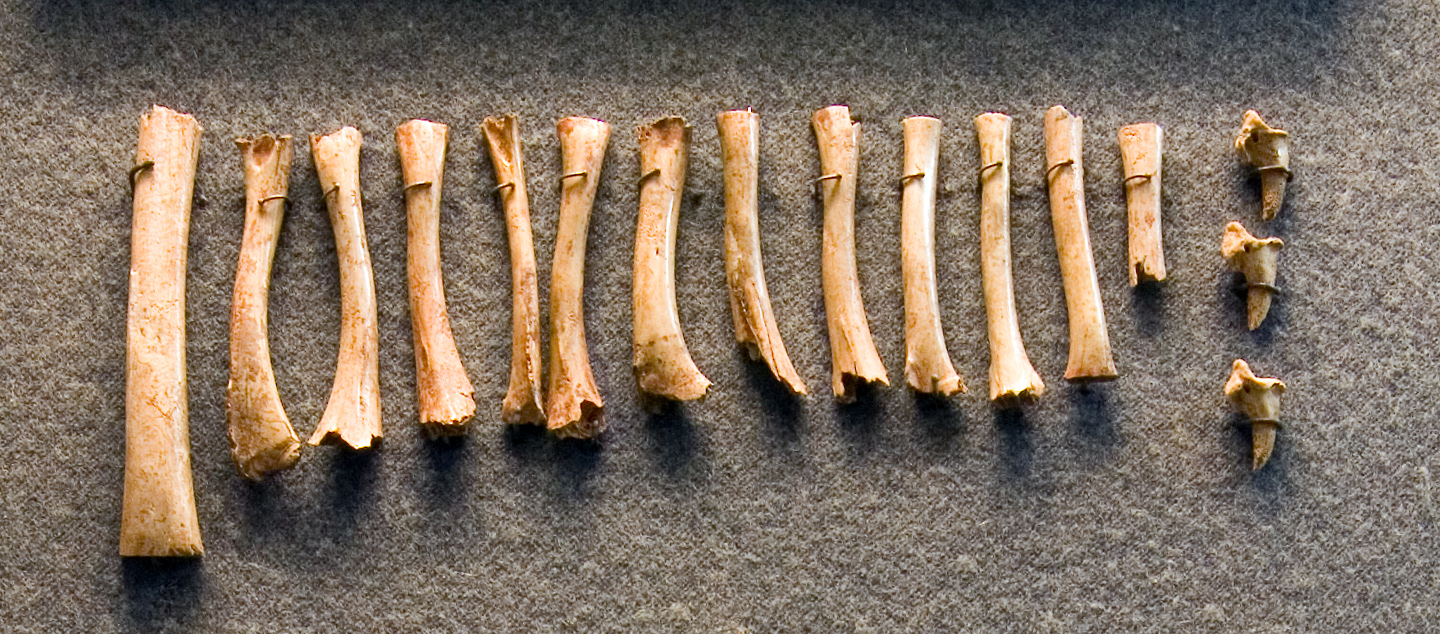